# Lalka Berbèrova
Lalka Berbèrova (búlgar: Лалка Стоянова Берберова)  (Plòvdiv, 11 de juny de 1965 - Plòvdiv, 24 de juliol de 2006) fou una remadora búlgara que va competir durant les dècades de 1980 i 1990.
El 1988 va prendre part en els Jocs Olímpics d'Estiu de Seül on, fent parella amb Radka Stoiànova, va guanyar la medalla de plata en la prova del dos sense timoner del programa de rem. Quatre anys més tard, als Jocs de Barcelona va disputar dues proves del programa de rem. En ambdues fou novena.
En el seu palmarès també destaca una medalla de plata a les Universíades de 1987 i la plata en el vuit amb timoner als Jocs de l'Amistat de 1984. Al Campionat del món de rem no aconseguí cap medalla en les diverses participacions.
Va morir, amb tan sols 41 anys, el 2006 després d'una curta malaltia.